# Article 58 de la Constitution de la Cinquième République française
Article 57 Article 59
L'article 58 de la Constitution de la Ve République est un article de la Constitution française du 4 octobre 1958 qui détermine le rôle du Conseil constitutionnel dans les élections présidentielles.

## Texte
« Le Conseil Constitutionnel veille à la régularité de l'élection du Président de la République.

Il examine les réclamations et proclame les résultats du scrutin. »
— Article 58 de la Constitution du 4 octobre 1958

## Contenu
Le Conseil constitutionnel est chargé de trois types de contrôle des opérations électorales :
- pour le dépôt des candidatures (vérification de l'éligibilité des candidats) ;
- sur l'ensemble des opérations électorales (envoi de délégués dans les bureaux de vote chargés de vérifier la régularité du scrutin) ;
- après les élections, il examine les réclamations et proclament les résultats.

L'article est en relation avec l'article 59, qui fait du Conseil constitutionnel le juge du contentieux des élections législatives et sénatoriales.
Le Conseil est donc juge du fond dans le domaine électoral.